# Salvatore Maccali
Salvatore Maccali (* Milán, 2 de abril de 1955). Fue un ciclista italiano, profesional entre 1978 y 1985, cuyo mayor éxito deportivo lo logró en la Vuelta a España, donde conseguiría 1 victoria de etapa en la edición de 1978.

## Palmarés
| 1978 - 1 etapa en la Vuelta a España |